# Arturia

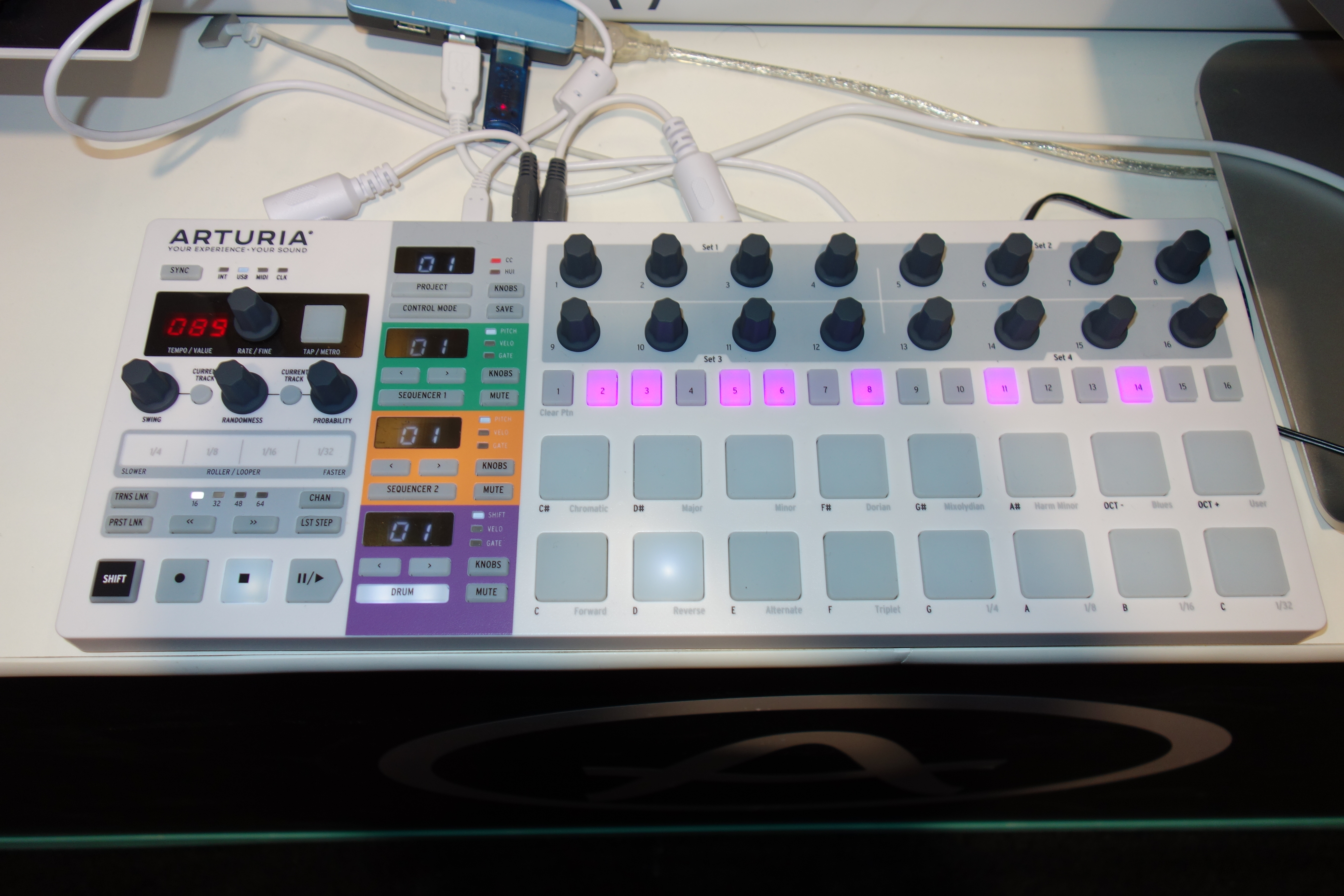
Der dreispurige Sequenzer Arturia Beatstep Pro gewann 2015 den MIPA-Award als bestes "DJ/Producing Tool"

Arturia ist ein 1999 von Frédéric Brun und Gilles Pommereuil gegründeter Hersteller von Hard- und Software im Bereich der Musikproduktion mit Sitz in Grenoble, Frankreich. Das Unternehmen ist besonders bekannt für seine Software-Synthesizer, die den klassischen Sound analoger Synthesizer der 1970er Jahre wiederbringen. Darüber hinaus werden Hardware-Synthesizer, MIDI-Controller, Audio-Interfaces, Drumcomputer sowie Software-Synthesizer für iPad produziert.

## Geschichte
Als erstes Produkt brachte das Unternehmen den Software-Synthesizer Storm auf den Markt, der als Niedrigpreisgerät konzipiert war. Unter Verwendung der von ihnen entwickelten Algorithmen arbeiteten die Arturia-Ingenieure seit 2003 daran, digitale Synthesizer mit authentisch-analogem Klang zu entwickeln. Zusammen mit Robert Moog entwickelten sie den Modular V. Weitere Software-Nachbildungen historischer Instrumente folgten, darunter der Minimoog V, der bei Fachmagazinen und Nutzern großen Anklang fand, der ARP 2600 V  oder das Wurlitzer V. Die Emulations-Technologie ist unter der Bezeichnung TAE (True analog emulation) geschützt.
In den Folgejahren drang man dann auch in den Hardware-Markt ein. 2009 wurde mit der Origin ein Hardware-Synthesizer vorgestellt, der es erlaubt, Teile bekannter Instrumente, wie Oszillatoren oder Filter, frei zu kombinieren. Er wurde bis 2014 angeboten. Die seit 2010 verkauften Keylab-Tastaturen sind reine MIDI-Kontroller, welche die angebotenen Software-Synthesizer besser bedien- und spielbar machen sollen.
2011 erschien mit Spark ein digitaler Drumcomputer, dessen Software auf einem angeschlossenen Computer läuft und dessen vielfältig bearbeitbaren Klänge sich aus Samples und veränderbaren Synthesizern speisen. Die Eingabe der Rhythmen ist im Stil einer 909 (durch Aktivieren der Zeitmarken) oder MPC (Aufzeichnung von Tastenfolgen) möglich. Nachfolgemodelle sind der kleinere Spark LE und die Spark 2 (Jan. 2014).
Ab 2012 eröffnete Arturia die Brute-Linie, die aus vollständig analogen, monophonen Hardware-Synthesizern besteht. Das erste Modell dieser Reihe war der MiniBrute, der in Zusammenarbeit mit dem Designer Axel Hartmann entstand und sich durch geringe Größe und einen charakteristischen „kratzigen“ Klang auszeichnet. Das dort eingesetzte und von Yves Usson entworfene 12 dB/Oct-Steiner-Parker-Filter wurde in Absprache mit Nyle Steiner konstruiert. Das Nachfolgegerät war der auf ein funktionelles Minimum (ein komplexer Oszillator und nur eine ADSR Hüllkurve für Filter und Verstärker) reduzierte Microbrute. 2016 stellte Arturia auf der NAMM Show den MatrixBrute vor, dessen wesentliche Merkmale zwei auf dem MiniBrute basierende Oszillatoren und eine 16x16-Modulationsmatrix nach Art des EMS VCS 3 sind, der aber noch weitere Baugruppen besitzt. 2017 kam mit dem DrumBrute ein analoger Rhythmus-Synthesizer hinzu, der gleichzeitig zwölf der insgesamt 17 veränderbaren Schlagzeug-Klänge erzeugen kann. 2018 folgte die zweite Generation des Minibrute, welche sich durch einen zweiten LFO, ein Patchbay mit 28 Eingängen und 20 Ausgängen auszeichnet sowie einen zweiten Oszillator, der additiv, als weiterer LFO oder als Modulator im Sinne der Frequenzmodulation einsetzbar ist. Diesen Minibrute 2 gibt es in einer Fassung mit Tastatur und Arpeggiator oder als Minibrute 2s mit eingebautem vierspurigem Sequenzer. Beide Versionen sind mithilfe des gleichzeitig erschienen Rackbrute (Modulargehäuse mit Tragehilfe) zu einem Modularsynthesizer erweiterbar.
2014 erschloss sich Arturia einen weiteren Kundenkreis mit dem schlicht gehaltenen 16-Schritt-Step-Sequenzer Beatstep, der Musikgeräte und Synthesizer über MIDI und Kontrollspannung ansteuert, aber auch als allgemeiner MIDI-Kontroller verwendbar ist. Das 2015 zum Beatstep Pro erweiterte Modell hat zwei parallele Melodiespuren, sowie eine 16-spurige Rhythmus-Sektion zu je 64 Schritten, die alle zusammen 10 analoge oder 18 digitale Signalempfänger steuern. Ein zusätzlicher Taktgeber sowie etliche weitere Funktionalitäten ertüchtigen ihn zu einer Schaltzentrale für Aufführungen. Weil Notenwerte mit Drehreglern einzustellen für Musiker nicht natürlich ist, brachte Arturia 2016 noch den Keystep, der als Mini-Keyboard, polyphoner Sequencer, Arpeggiator und Eingabehilfe für Akkorde funktioniert.

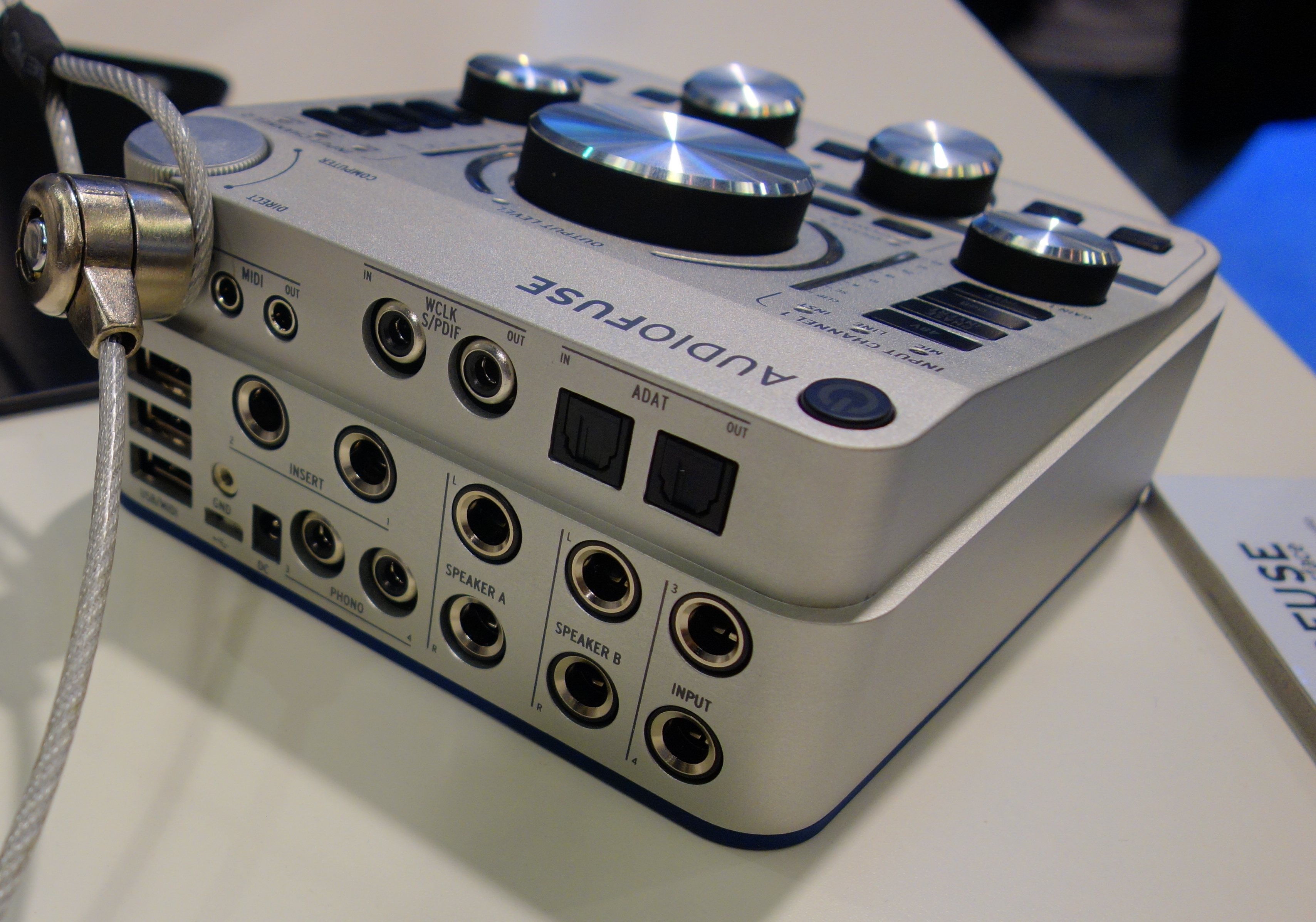
Rückseite des AudioFuse mit integrierten 3-Port-USB-Hub

2015 stellte Arturia sein Audio-Interface namens AudioFuse vor.
Den ersten neu konzipierten Software-Synthesizer, der sich nicht an historischen Geräten orientiert, veröffentlichte Arturia im Dezember 2018 mit dem Pigments. Dessen Aufbau folgt im Wesentlichen der subtraktiven Klangsynthese, die beiden Klangquellen sind jedoch wahlweise Wavetable-Oszillatoren, Tripel virtueller Analog-Oszillatoren und seit Version 2.0 (Dezember 2019) Granular-Oszillatoren. Die beiden parallelen oder seriellen Filter können ebenso zwischen verschiedenen Modi (Hoch-, Tief-, Band-pass, Formant, Kamm-) wechseln.
Der MicroFreak wurde 2019 veröffentlicht und ist ein Synthesizer mit einem ungewöhnlichen Design, das auf einem digitalen Oszillator, einem analogen Filter und einer berührungsempfindlichen kapazitiven Tastatur basiert. Der digitale Oszillator ermöglicht es, verschiedene Algorithmen in das Gerät zu laden, wie z. B. Physical Modeling von Mutable Instruments oder Frequenzmodulation von Noise Engineering. Im Jahr 2022 veröffentlichte Arturia den MiniFreak, eine polyphone Version des Microfreak mit einigen zusätzlichen Funktionen und einem Minitasten-Keyboard.
Im Jahr 2020 veröffentlichte Arturia den Flaggschiff-Synthesizer PolyBrute, ein sechsstimmiger polyphoner Analogsynthesizer. Das Layout erinnert an seinen monophonen Bruder, den MatrixBrute und teilt die gleiche analoge Architektur wie auch andere analoge Synthesizer aus der Brute-Reihe von Arturia. Darüber hinaus bietet er einen Touch-Strip oberhalb des Keyboards und ein multidimensionales Touchpad namens „Morphée“, das eine bessere Kontrolle über den Sound ermöglicht.

## Produkte
Die Produktlinie des Unternehmens umfasst Software-Synthesizer, Software-Bundles, Hardware-Synthesizer, MIDI-Keyboards und -Sequenzer, mobile Apps und andere Audiogeräte sowie Controller.

### Software-Synthesizer
Im Dezember 2018 veröffentlichte Arturia seinen allerersten selbstentwickelten Software-Synthesizer namens Arturia Pigments. Dieser besitzt Ähnlichkeiten mit den beliebten VST-Plug-Ins Serum und Vital, die auch Echtzeit-Taktungen von Hüllkurven, Filtern, LFOs und Wavetables visualisieren können. Die früheren Software-Synthesizer von Arturia sind Emulationen von bekannten Synthesizern, Orgeln und Klavieren und können einzeln oder zusammen in der V Collection erworben werden. Analog Lab von Arturia ist eine Sammlung von Presets dieser Synthesizer mit begrenzten Klangeingriffsmöglichkeiten und ist im Lieferumfang von vielen Arturia Keyboard-MIDI-Controllern enthalten, einschließlich der KeyLab MkII- und KeyLab Essential-Serien. Im Jahr 2022 veröffentlichte Arturia als Teil der V Collection 9 eine neue Reihe von weiteren eigenentwickelten Produkten, darunter Augmented STRINGS und Augmented VOICES. Diese virtuellen Instrumente bieten neue Ansätze, indem zu bereits bekannten Klängen neue Möglichkeiten hinzugefügt werden. Was die hauseigenen virtuellen Effekte betrifft, sind das Rev INTENSITY, das Delay ETERNITY, der Bus FORCE, Efx FRAGMENTS, Dist COLDFIRE auch alle Bestandteil der FX Collection.
Subtraktive Synthesizer
- MS-20 V, eine Nachbildung des MS-20 von Korg
- ARP2600 V3, eine Nachbildung des Arp2600 von ARP Instruments
- CS-80 V4, eine Nachbildung des CS80 von Yamaha
- Mini V3, eine Nachbildung des Minimoog von Moog
- Modular V3, eine Nachbildung des Moog Modular-Synthesizers von Moog
- SEM V2, eine Nachbildung des SEM von Oberheim
- Jup-8 V4, eine Nachbildung des Jupiter 8 von Roland
- Matrix-12 V2, eine Nachbildung der Matrix 12 von Oberheim
- Synthi V, eine Nachbildung des VCS 3 von EMS
- Jun-6 V, eine Nachbildung des Juno-60 von Roland OP-Xa V, eine Nachbildung des OB-X von Oberheim
- Prophet V, eine Nachbildung des Prophet-5 von Sequential

Digital-Synthesizer
- DX7 V, eine Nachbildung des DX7 von Yamaha
- SQ80 V, ein Crosswave-Synthesizer, der Wellenformen kombiniert
- CZ V, ein Phase Distortion-Synthesizer basierend auf dem CZ-101 und dem CZ-1000 von Casio

Keyboard-Emulationen
- VOX Continental V2, eine Nachbildung der Vox Continental-Orgel von Vox
- Farfisa V, eine Nachbildung einer Farfisa-Orgel
- Wurli V2, eine Nachbildung des elektronischen Wurlitzer-Pianos von Wurlitzer
- Solina V2, eine Nachbildung des ARP String Ensemble von ARP Instruments
- Stage-73 V2, eine Nachbildung der Rhodes E-Pianos von Rhodes
- Clavinet V, eine Nachbildung des Clavinet von Hohner
- B-3 V2, eine Orgelnachbildung
- Piano V3, emuliert den Klang eines Flügels durch Physical Modeling

Sampler
- Emulator II V, eine Nachbildung des E-mu Emulators von E-mu
- Synclavier V, eine Nachbildung des Synclavier von New England Digital
- CMI V, eine Nachbildung des Fairlight CMI von Fairlight
- Mellotron V, eine Nachbildung des Mellotron

Diverse Plug-Ins
- Analog Lab V
- Pigments, VST-Instrument-Eigenentwicklung mit Wavetable-, virtuell-analogen, Sample- und Harmonic-Engines
- Buchla Easel V, eine Nachbildung des Music Easel von Buchla
- Vocoder V, eine Vocoder-Emulation
- Prophet-5V, ein Vektorsynthese-Plug-In basierend auf dem Prophet VS von Sequential Circuits
- Augmented Brass
- Augmented Strings
- Augmented Voices
- Augmented Grand Piano

### Software-Effekte
Filter
- Mini-Filter, eine Filteremulation des Kaskaden-Filters von Moog mit integrierten Sequenzer- und Modulationsquellen
- M12-Filter, eine Filteremulation des Oberheim Matrix-12-Filters, basierend auf dem CEM 3372 mit zusätzlichen Sequenzer- und Modulationsquellen
- SEM-Filter, eine Filteremulation des Oberheim SEM-Filters mit zusätzlichen Sequenzer- und Modulationsquellen
- EQ SITRAL-295, eine Emulation der Sitral-Equalizer von Siemens

Dynamik-Effekte
- Comp VCA-65, ein Kompressor im VCA-Stil, der den DBX 165A emuliert
- Comp FET-76, eine Emulation des ursprünglich von Universal Audio hergestellten 1176LN
- Comp TUBE-STA, ein Röhrenkompressor
- Bus Force, ein Bus-Effektgerät von Arturia, das einen Equalizer, einen Kompressor und eine Verzerrungseinheit kombiniert

Zeitbasierte Effekte
- Chorus JUN-6, eine Emulation der Chorus-Einheit des ursprünglich von Roland hergestellten Juno-60-Synthesizers
- Chorus DIMENSION-D, eine Emulation von Dimension-D, einer Chorus-Einheit, ursprünglich von Roland hergestellt
- Phaser BI-TRON, eine Nachbildung des ursprünglich von Mu-tron hergestellten Bi-Phase
- Flanger BL-20, eine Nachbildung des ursprünglich von Bel hergestellten BF-20 Flanger

Reverbs und Delays
- Delay TAPE-201, ein Tape-Style-Delay, das Rolands RE-201 emuliert
- Delay MEMORY-BRIGADE, ein Eimerketten-Echo, das auf dem Electro-Harmonix Deluxe Memory Man basiert
- Delay ETERNITY, ein von Arturia entwickeltes digitales Delay
- Rev PLATE-140, ein Plattenhall, der den EMT 140 von EMT emuliert
- Rev INTENSITY, ein von Arturia entwickelter digitaler Hall-Effekt
- Rev SPRING-636, ein Federhall, der Grampians Halleinheit Typ 636 emuliert
- Efx Fragments, ein Granular-Effekt, der von Arturia entwickelt wurde

Vorverstärker
- 1973-Pre, eine Nachbildung des AMS Neve-Vorverstärkers mit einem Paar parametrischer Equalizer
- TridA-Pre, eine Nachbildung der Vorverstärker und Equalizer der Trident-A-Range-Konsole
- V76-Pre, eine Nachbildung der Equalizer und Vorverstärker von Telefunken
- Tape Mello-Fi, ein Vorverstärker-/Sättigungsmodul im Tape-Stil, das die Eigenschaften des Mellotron V emuliert

Audio-Interfaces
- Minifuse 1
- Minifuse 2
- AudioFuse
- AudioFuse Studio
- AudioFuse 8PRE

MIDI-Controller
- KeyStep
- KeyStep 37
- KeyStep Pro
- BeatStep
- BeatStep Pro
- MiniLab 3
- MicroLab
- KeyLab Essential 49/61/88
- KeyLab 49/61/88 MK II
- KeyLab 88 (wird nicht mehr hergestellt)

Hardware-Synthesizer
Während Arturia hauptsächlich für deren Software-Synthesizer bekannt ist, werden auch Hardware-Synthesizer entwickelt, einschließlich der beliebten Brute-Serie.
- MicroFreak
- MicroBrute
- MiniFreak
- MiniBrute
- MiniBrute 2
- MiniBrute 2S
- MatrixBrute
- Origin
- PolyBrute

Hardware-Drumcomputer
- DrumBrute
- DrumBrute Impact

Hybride Drumcomputer (Windows/macOS/iOS mit Controller)
- Spark
- SparkLE

iOS-Apps
- iMini
- iSem
- iProphet
- iSpark

## Auszeichnungen
Arturia war seit 2004 jedes Jahr für den MIPA-Award nominiert und gewann diesen neunmal.
| Jahr | Kategorie                           | Produkt                |
| ---- | ----------------------------------- | ---------------------- |
| 2004 | Software Instrument                 | Arturia Moog Modular V |
| 2006 | Software Instrument                 | Arturia Prophet V      |
| 2011 | Synthesizer Hardware                | Origin Keyboard        |
| 2013 | Synthesizer Hardware                | MiniBrute              |
| 2015 | DJ/Producing Tool                   | Beatstep pro           |
| 2016 | Synthesizer                         | MatrixBrute            |
| 2017 | Synthesizer                         | MatrixBrute            |
| 2018 | Elektronisches Instrument(Hardware) | MiniBrute 2            |
| 2018 | Software Instrument                 | Arturia V Collection 6 |

## Künstler
Die Produkte des Unternehmens werden von Musikkünstlern unterschiedlicher Stilrichtungen eingesetzt, beispielsweise von:
- Armin van Buuren
- Jean Michel Jarre
- Miss Kittin
- DJ Sasha
- Klaus Schulze
- Tangerine Dream
- Martin Solveig
- Goldfish
- Vince Clarke (unter anderem Depeche Mode) und
- Chris Pitman.[6]